# Gaspare Grimaldi Bracelli
Gaspare Grimaldi Bracelli a été le 56e doge de Gênes du 4 janvier 1549 au 4 janvier 1551.